# Challenger de Almaty 2021
El torneo Almaty Challenger 2021 fue un torneo profesional de tenis. Perteneció al ATP Challenger Series 2021. Se disputó en su 5ª edición sobre superficie tierra batida, en Almaty, Kazajistán entre el 07 al el 13 de junio de 2021.

## Jugadores participantes del cuadro de individuales
| Favorito | País                  | Jugador          | Rank1 | Posición en el torneo |
| -------- | --------------------- | ---------------- | ----- | --------------------- |
| 1        | Bandera de Eslovaquia | Andrej Martin    | 108   | Cuartos de final      |
| 2        | Bandera de Egipto     | Mohamed Safwat   | 162   | Primera ronda         |
| 3        | Bandera de Bélgica    | Kimmer Coppejans | 174   | Cuartos de final      |
| 4        | Bandera de Francia    | Enzo Couacaud    | 177   | Segunda ronda         |
| 5        | Bandera de Italia     | Lorenzo Giustino | 178   | Primera ronda         |
| 6        | Bandera de Kazajistán | Dmitry Popko     | 195   | Semifinales, retiro   |
| 7        | Bandera de Uzbekistán | Denis Istomin    | 204   | Segunda ronda         |
| 8        | Bandera de Brasil     | João Menezes     | 211   | Segunda ronda         |

- 1 Se ha tomado en cuenta el ranking del 31 de mayo de 2021.

### Otros participantes
Los siguientes jugadores recibieron una invitación (wild card), por lo tanto ingresan directamente al cuadro principal (WC):
- Timofey Skatov
- Denis Yevseyev
- Beibit Zhukayev

Los siguientes jugadores ingresan al cuadro principal tras disputar el cuadro clasificatorio (Q):
- Evan Furness
- Filip Jianu
- Vladyslav Orlov
- Vitaliy Sachko

## Campeones

### Individual Masculino
- Zizou Bergs derrotó en la final a  Timofey Skatov, 4–6, 6–3, 6–2

### Dobles Masculino
- Jesper de Jong /  Vitaliy Sachko derrotaron en la final a  Vladyslav Manafov /  Evgenii Tiurnev, 7–6(4), 6–1